# Motty Steinmetz

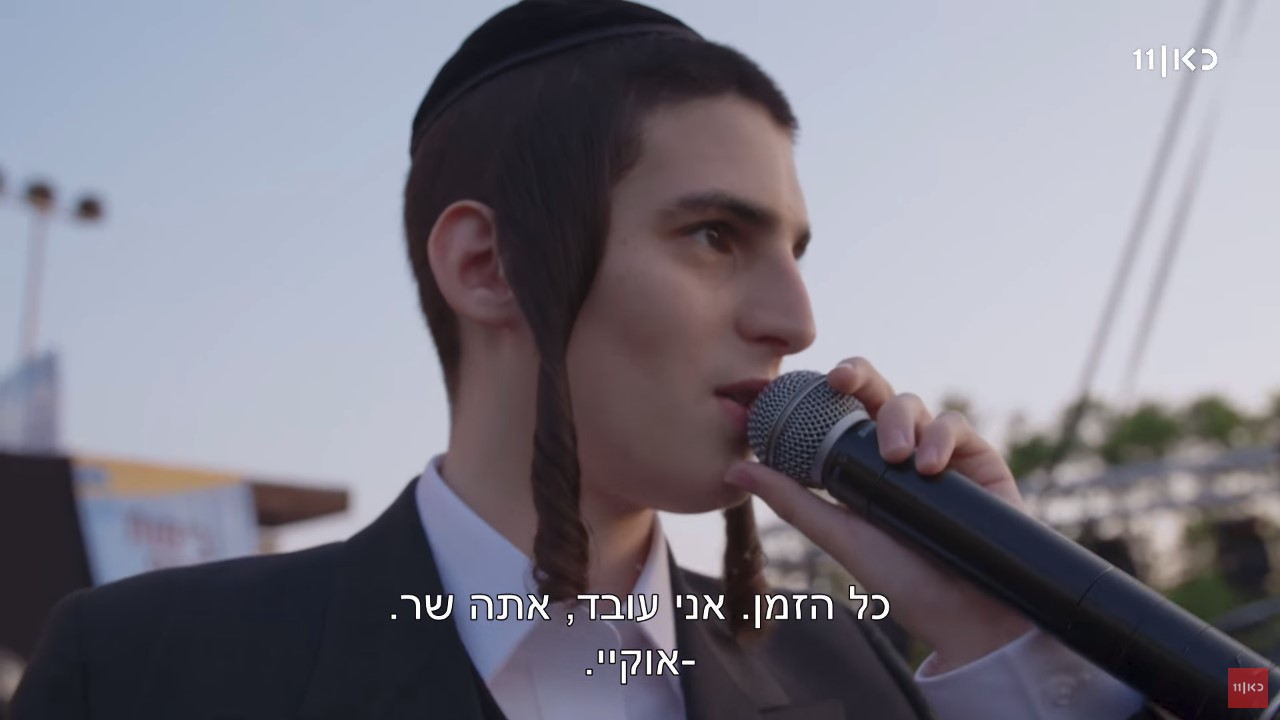
Motty Steinmetz (2018)

Motty Steinmetz (hebräisch: מוטי שטיינמץ) (* 5. Juli 1992 in Bnei Brak, Israel) ist ein israelischer, chassidischer Sänger.

## Leben und Karriere
Steinmetz wurde 1992 als viertes von neun Kindern von Moshe und Rebecca Steinmetz, einer Vizhnitz-Familie, in Bnei Brak geboren. Als Steinmetz vierzehn war, zog sein Großvater von Antwerpen nach Israel und brachte ihm viele traditionelle Vizhnitz-Melodien bei, die seinen Musikstil prägten. In seinen frühen Teenagerjahren wurde er vom Produzenten und Komponisten Ruvi Banet entdeckt, der später sein Manager werden sollte. Steinmetz singt religiöse jüdische Lieder, wobei die Texte oft direkt aus der Tora oder aus kultischen Gebeten stammen. In Übereinstimmung mit seiner ultraorthodoxen Interpretation der jüdischen Gesetze tritt Steinmetz aufgrund der Zniut niemals vor einem gemischten Publikum von Männern und Frauen auf, es sei denn, eine Mechiza trennt die beiden Geschlechter.
2017 veröffentlichte er sein Debütalbum Haneshama Bekirbi mit dem aschkenasischen Oberrabbiner von Israel, David Lau. Die Bürgermeister von Bnei Barak und El’ad waren bei der Präsentation des Albums anwesend, dessen Fertigstellung vier Jahre gedauert haben soll und in Israel mit der Platin-Schallplatte ausgezeichnet wurde. 2018 produzierte der israelische Nationalsender Kan 11 eine Episode, die Steinmetz’ Leben und Musik dokumentiert.
Im Jahr 2015 heiratete Steinmetz die Rabbinertocher Malka Weisel. Ihr Vater ist unter anderem Rabbi der Jeschiwot-Studenten in Modiʿin Illit. Die Hochzeit fand in Gegenwart des chassidischen Sängers Mordechai Ben David statt. 2017 kam die erste Tochter, Esther Steinmetz, und 2020 eine weitere Tochter zur Welt.

## Diskografie

### Alben
- 2017: Haneshama Bekirbi
- 2022: Atik Yomin

### Singles (Auswahl)
- 2018: Nafshi (mit Ishay Ribo)
- 2020: ניגון ויז'ניץ
- 2020: ואמר ביום ההוא